# Isertia hypoleuca
Isertia hypoleuca är en måreväxtart som beskrevs av George Bentham. Isertia hypoleuca ingår i släktet Isertia och familjen måreväxter. Inga underarter finns listade i Catalogue of Life.